# 精神 (超级机器人大战)
精神（音译：Seishin，意译：Spirit Commands）为日本电子游戏《超级机器人大战系列》中和传统电脑角色扮演游戏中的魔法类似的特殊指令。它和魔法的主要不同点是，不像《最终幻想系列》游戏里面那样主要用来直接攻击对手，而是主要用在自己和敌人身上来辅助战斗。在《超级机器人大战系列》中，精神可以被认为是精神力强大的人物的能力，各个可供玩家操作的人物都拥有。使用精神时需要消耗精神点数（英文Spirit Points ，游戏中简写为SP），其功能类似传统角色扮演游戏中的魔法点数，但是在战斗中只能通过使用一些特定精神来恢复。
《超级机器人大战系列》中每个作品中包含的精神指令的名称和作用五花八门，通常依赖于游戏的登场作品。例如，《第3次超级机器人大战α》中包含恢复《超时空要塞7》特有的歌能的精神情热。另外，使用精神时消耗的精神点数在不同作品中也不尽相同。一些游戏中每个角色的精神消耗是不变的，另外一些游戏中，精神消耗受到集中力这样的机师特殊技能的影响，甚至也受到皇牌駕駛員奖励的影响。
精神一般是作用于使用者本身，也有作用于选定人物或者一定范围的。在具有小队系统的《第2次超级机器人大战α》等作品中，有些精神也作用于使用者所在小队。下面的列表中，如果没有特殊说明，精神作用于使用者本身。各作品效果略有差異，僅供參考，不直接等於遊戲攻略。

## 攻击类
- 熱血（Valor）／魂（Soul） 下次攻击时造成的伤害上升。熱血：一回合内伤害度2倍；魂是热血的升级版，造成的伤害也较多，一回合内伤害度2.5倍或3倍。热血在超级系人物中较常见，而魂在真实系人物中较常见。
- 激怒 召唤落雷攻击所有敌军一次。
- 鬥志 一回合內必定會心一擊（Critical）。
- 激斗 一回合内伤害度1.5倍
- 分析 一回合內目標的攻擊力及防禦力降低10%
- 手下留情（てかげん） 一回合內攻擊瀕死目標，最後生命點必然剩下1點（早期作品中，部份敵方角色需要以此技能，令HP下降至10%以下，才可運用指定角色，在目標旁邊，以行動指令「說得」招攬。）

## 防守类
- 鐵壁（Guard） 增强防守能力，有些系列是兩倍裝甲，有些系列是原身的1/4修害，减轻被攻击时造成的伤害，有效时间一回合。
- 不屈 敵方攻擊被降至-HP10，或者是原身的1/8傷害。直至自機被打中才發動，有效一次。
- 隐身 本回合内不能被攻击或者反击。

## 命中/回避类
- 必闪（Alert） 回避敌方攻击一次.
- 扰乱 全部敌军本回合命中率减半.
- 專注（Focus） 命中/回避能力上升.
- 必中（Strike） 本回合内命中率为100%，忽略分身这样的机体特殊技能，但是对方的必闪仍然有效。
- 感應（Attune）使指定友軍本回合内命中率为100%，同必中。
- 直覺 同時發動必中及必閃
- 直击 敵方單體的防御技能（除了Proto Deviln（プロトデビルン）外）无效化。（頭目級機體：原始惡魔的特殊能力Proto Deviln損傷-50%，氣力100以上發動）

## 气力类
- 脱力（Daunt）／ 立刻减少10点敌军气力。脱力减少指定人物或者邻近的敌军气力，而戦慄则减少全体敌军的气力.
- 氣勢（Spirit）／氣魄（気迫，Drive） 增加10点或15點气力。氣魄是氣勢的强化版，增加30点气力。
- 激励（Rouse）／大激励 立刻增加友军气力。激励增加指定人物或者邻近的友军的气力，而大激励则增加全体友军的气力.

## 回复类
- 毅力（Vigor）／大毅力（ド根性，Guts） 回复HP。大毅力是毅力的强化版，可以将生命点数补满。
- 信頼（Trust）／友情（Faith）／愛（Love） 立刻回复友军生命点数。信頼作用于一个人物，而友情通常作用于全体友军。愛是友情的强化版，可以将全部友军的生命点数补满。后期的作品中没有奇跡这个精神，而爱的效果从回复类改成复合类。
- 期待（Hope）／献身 回复精神点数（SP: Spirit Point）
- 復活 让被击落的我军部队以正常状态重新出战。
- 補給（Renew） 补充能量和弹药。在一些作品中也会降低气力。

## 杂项
- 加速（Accel.） 增加移动力
- 本回合敌方行动时减少一次行动力。
- 幸運（Luck）／努力（Gain） 增加自機击落敌军时获得的资金/经验值。在有些作品中没有努力，这时幸運也增加获得的经验值。
- 祝福（Bless）／應援（Cheer） 使指定友军增加击落敌军时获得的资金/经验值。
- 再動（Enable） 给指定的友军恢复行动力。
- 偵察（Scan） 使得指定敌军的情报可见。默认情况下在交战之前敌军的情报不可见。部分作品會追加被偵察目標的迴避力下降。
- 自爆 使用者的机体爆炸来攻击邻近的敌军。
- 覺醒（Zeal） 增加一次行动力。

## 复合精神
- 奇跡 大毅力+氣魄+加速+幸運+必中+必闪+魂。
- 奇襲 加速+必中+必闪+熱血。
- 愛（Love） 大毅力+氣勢+加速+幸運+努力+必中+必闪+熱血。
- 夢 以双倍的精神点数消耗使用指定友军的精神。
- 勇氣 加速+不屈+直撃+必中+熱血+氣勢

## 外部連結
- Banpresto官方站點（日文） （页面存档备份，存于）
- スーパーロボット大戦 公式サイト（超級機器人大戰 官方站點，日文） （页面存档备份，存于）